# Jurnee Smollett

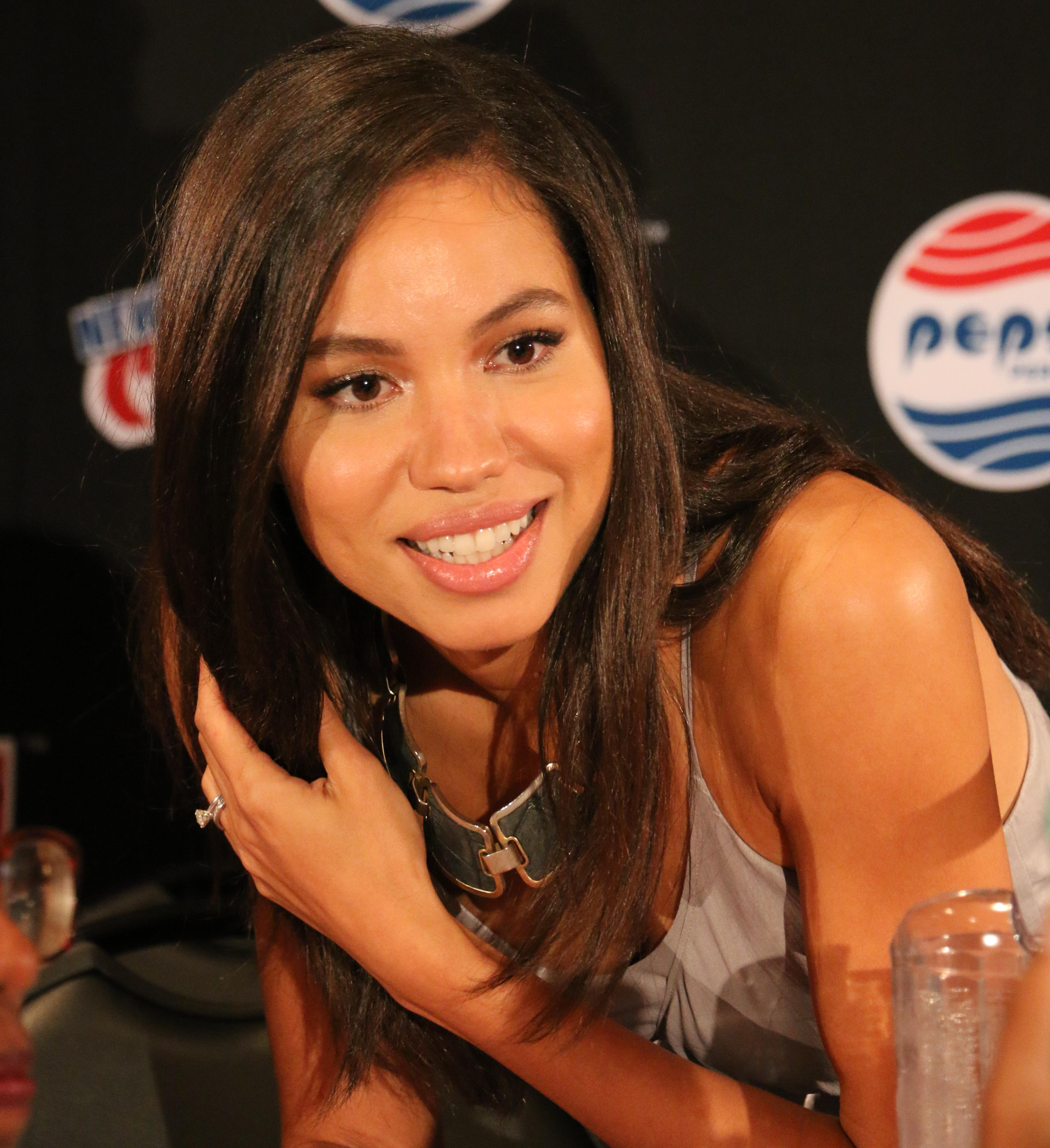
Jurnee Smollett-Bell (2015)

Jurnee Diana Smollett (ur. 1 października 1986 w Nowym Jorku) – amerykańska aktorka, która wystąpiła w filmie Klub dyskusyjny i serialach Czysta krew, Underground, Friday Night Lights.
Jej starszy brat, Jussie, również zajmuje się aktorstwem.

## Filmografia

### Filmy
| Rok  | Tytuł                                                       | Rola                       | Uwagi       |
| ---- | ----------------------------------------------------------- | -------------------------- | ----------- |
| 1996 | Jack                                                        | Phoebe                     |             |
| 1997 | Eve's Bayou                                                 | Eve Batiste                |             |
| 2000 | Wspaniały Joe                                               | Vivien                     |             |
| 2005 | Życie na wrotkach                                           | Tori Turner                |             |
| 2006 | Gang z boiska                                               | Danyelle Rollins           |             |
| 2007 | Klub dyskusyjny                                             | Samantha Booke             |             |
| 2012 | Captain Planet 4                                            | Gaia                       | krótkometr. |
| 2013 | Temptation: Confessions of a Marriage Counselor             | Judith                     |             |
| 2014 | Sacrifice                                                   | Monika                     | krótkometr. |
| 2016 | Kamienne pięści                                             | Juanita Leonard            |             |
| 2018 | One Last Thing                                              | Lucy Dillinger             |             |
| 2020 | Ptaki Nocy (i fantastyczna emancypacja pewnej Harley Quinn) | Dinah Lance / Black Canary |             |
| 2022 | Pajęcza Głowa                                               | Lizzy                      |             |
| 2022 | Lou                                                         | Hannah                     |             |
| 2023 | Jesteśmy już duzi                                           | Dolores                    |             |
| 2023 | Pogrzebani                                                  | Mame Downes                |             |
| 2024 | The Order                                                   | Joanne Carney              |             |

### Telewizja
| Rok        | Tytuł                                           | Rola                     | Uwagi                |
| ---------- | ----------------------------------------------- | ------------------------ | -------------------- |
| 1991       | Sunday in Paris                                 | Alison Chase             | niesprzedany pilot   |
| 1992       | Out All Night                                   | Laquita                  | 1 odc.               |
| 1992–1994  | Pełna chata                                     | Denise Frazer            | 13 odc.              |
| 1992       | Hangin’ with Mr. Cooper                         | Denise Frazer            | 4 odc.               |
| 1992       | Martin                                          | dziewczynka              | 1 odc.               |
| 1994–1995  | Na własnych śmieciach                           | Jordee Jerrico           | w gł. obs. (20 odc.) |
| 1996       | Nowojorscy gliniarze                            | Hanna                    | 1 odc.               |
| 1998–2000  | Cosby                                           | Jurnee                   | w gł. obs. (8 odc.)  |
| 1999       | Selma, Lord, Selma                              | Sheyann Webb             | film TV              |
| 1999       | Happily Ever After: Fairy Tales for Every Child | Ali Baba                 | 1 odc.               |
| 2001       | Ruby's Bucket of Blood                          | Emerald Delacroix        | film TV              |
| 2002       | Strong Medicine                                 | Ruby                     | 1 odc.               |
| 2002       | Ostry dyżur                                     | Romy                     | 1 odc.               |
| 2003       | Wanda at Large                                  | Holly Hawkins            | w gł. obs. (6 odc.)  |
| 2006       | Dr House                                        | Tracy                    | 1 odc.               |
| 2008       | Chirurdzy                                       | Beth                     | 2 odc.               |
| 2009–2011  | Friday Night Lights                             | Jess Merriweather        | w gł. obs. (26 odc.) |
| 2010–2011  | Obrońcy                                         | Lisa Tyler               | w gł. obs. (18 odc.) |
| 2012, 2013 | Lekarz mafii                                    | Traci Coolidge           | 2 odc.               |
| 2013–2014  | Czysta krew                                     | Nicole Wright            | w gł. obs. (19 odc.) |
| 2013       | Do No Harm                                      | Abby Young               | 2 odc.               |
| 2013       | Parenthood                                      | Heather Hall             | 7 odc.               |
| 2016–2017  | Underground                                     | Rosalee                  | w gł. obs. (19 odc.) |
| 2017–2018  | Jej Wysokość Zosia                              | Chrysta                  | 8 odc.               |
| 2020       | The Twilight Zone                               | Jasmine                  | 1 odc.               |
| 2020       | Kraina Lovecrafta                               | Letitia "Leti" Dandridge | w gł. obs.           |